# Étréchy (Essonne)
Étréchy  [et̪ʁeʃi] je francouzské město v departementu Essonne, v regionu Île-de-France, 42 kilometrů jihozápadně od Paříže.

## Geografie
Sousední obce: Saint-Sulpice-de-Favières, Mauchamps, Chamarande, Chauffour-lès-Étréchy, Villeconin, Auvers-Saint-Georges, Brières-les-Scellés a Morigny-Champigny.

## Památky
- kostel Saint-Étienne z 13. století

## Vývoj počtu obyvatel
Počet obyvatel

## Osobnosti obce
- Maurice Dormann (1878 - 1947), politik
- Jacques Chambaz (1923 - 2004), politik a historik
- Denis Langlois (* 1940), spisovatel

## Partnerská města
- Lydd, Spojené království
- Ostrach, Německo